# Marta Mangué
Marta Mangué González (ur. 23 kwietnia 1983 w Las Palmas de Gran Canaria) – hiszpańska piłkarka ręczna, reprezentantka kraju. Gra na pozycji rozgrywającej. Obecnie występuje w duńskim Team Esbjerg. W 2008 w Macedonii zdobyła wraz z reprezentacją Hiszpanii wicemistrzostwo Europy.

## Kluby
- Rocasa Gran Canaria
- BM Sagunto
- Cem. la Union-Ribarroja
- Team Esbjerg

## Sukcesy

### reprezentacyjne
- Igrzyska Olimpijskie:
  -  2012
- Mistrzostwa Europy:
  -  2014

## Wyróżnienia
- 2009: najlepsza prawa rozgrywająca mistrzostw Świata (Chiny)